# Jonás Gutiérrez
Jonás Manuel Gutiérrez született Roque Sáenz Peña 1983. július 5-én argentin labdarúgó, aki hátvédként játszik. Jelenleg a Newcastle Unitedben játszik a Premier Leagueben, valamint az Argentin labdarúgó-válogatottban.

## Pályafutása

### Velez és Mallorca
Gutiérrez 2001 és 2005 között a Vélez Sársfield csapatában játszott.
2005-ben igazolt a RCD Mallorca csapatába.

### Newcastle United
2008. július 2-án 5 éves szerződést kötött a Newcastle United csapatával.

## Külső hivatkozások
- Ismertetője az nufc.premiumtv.co.uk honlapján